# Phạm Văn Cành
 Phạm Văn Cành (sinh năm 1958) là một chính khách Việt Nam. Ông từng là Chủ tịch Hội đồng nhân dân tỉnh Bình Dương khóa IX, nhiệm kỳ 2016–2021. Trong Đảng Cộng sản Việt Nam, ông từng là Phó Bí thư Thường trực Tỉnh ủy Bình Dương khóa X, nhiệm kỳ 2015–2020.

## Lý lịch và học vấn
Phạm Văn Cành sinh ngày 30 tháng 11 năm 1958, quê quán phường Tân Phước Khánh, thị xã Tân Uyên, tỉnh Bình Dương;
Ngày vào Đảng Cộng sản Việt Nam chính thức: 25/7/1981;
Trình độ chuyên môn: Cử nhân Chính trị, Cử nhân Hành chính.

## Sự nghiệp
Phạm Văn Cành từng giữ là đại biểu Hội đồng nhân dân khóa VIII, Ủy viên Thường vụ Tỉnh ủy, Chủ tịch Ủy ban Mặt trận Tổ quốc tỉnh Bình Dương;
Ngày 4/11/2013, tại kỳ họp bất thường của Ban chấp hành Đảng bộ tỉnh Bình Dương, Phạm Văn Cành Cành được bầu giữ chức vụ Phó Bí thư Tỉnh ủy Bình Dương nhiệm kỳ 2010-2015.
Ngày 11/11/2013, Hội đồng nhân dân tỉnh Bình Dương tổ chức kỳ họp lần thứ 9 bất thường bầu bổ sung Phạm Văn Cành giữ chức Phó Bí thư Tỉnh ủy kiêm Chủ tịch Hội đồng nhân dân tỉnh khóa VIII nhiệm kỳ 2011-2016.
Sáng ngày 27/10/2015, Đại hội Đảng bộ tỉnh Bình Dương lần thứ X nhiệm kỳ 2015-2020 đã bầu Phạm Văn Cành tái đắc cử Phó bí thư Tỉnh ủy Bình Dương.
Ngày 24/6/2016, tại kỳ họp thứ nhất, Hội đồng nhân dân tỉnh Bình Dương khóa IX đã bầu Phạm Văn Cành, Phó Bí thư Thường trực Tỉnh ủy, Chủ tịch Hội đồng nhân dân tỉnh Bình Dương khóa VIII tái đắc cử Chủ tịch Hội đồng nhân dân tỉnh Bình Dương khóa IX nhiệm kỳ 2016-2021.
Từ ngày 1/12/2018, ông chính thức nghỉ hưu.